# 斯波真理子
斯波 真理子（しば まりこ） は、日本の医学者、内科医。国立循環器病センター研究所病態代謝部部長等を経て、大阪医科薬科大学病院循環器センター特務教授、日本学術会議会員。元国際アフェレシス学会副会長。元日本動脈硬化学会副理事長。日本動脈硬化学会賞受賞。

## 人物・経歴
京都府京都市出身。ノートルダム女学院高等学校を経て、1984年滋賀医科大学医学部医学科卒業、滋賀医科大学第三内科入局、滋賀医科大学大学院医学等研究科博士課程入学。1988年滋賀医科大学大学院医学等研究科博士課程修了、医学博士。
同年国立循環器病センター研究所レジデント。1991年科学技術特別研究員。1994年国立循環器病センター流動研究員。1995年国立循環器病センター研究所循環動態機能部室員。
1996年ケースウェスタンリザーブ大学医学部生化学教室留学。2002年国立循環器病センター研究所バイオサイエンス部室長、国立循環器病センター動脈硬化代謝内科医長。2011年国立循環器病センター研究所病態代謝部特任部長、日本学術会議連携会員。
2013年国立循環器病センター研究所病態代謝部部長兼再生医療部部長兼糖尿病・代謝内科部長。2018年厚生労働省原発性高脂血症に関する調査研究班班長。2019年リードファーマ取締役。2020年国立循環器病研究センター研究所分子病態部シニア研究員、日本学術会議会員。2022年大阪医科薬科大学病院循環器センター特務教授。
専門は脂質異常症、家族性高コレステロール血症、脂質異常症難病、核酸医薬開発、分子生物学で、国際アフェレシス学会副会長、日本動脈硬化学会副理事長なども歴任した。2024年には永年の研究業績が評価され日本動脈硬化学会学会賞を受賞。